# Russie blanche
Ne doit pas être confondu avec Russes blancs.
 (février 2018).
Si vous disposez d'ouvrages ou d'articles de référence ou si vous connaissez des sites web de qualité traitant du thème abordé ici, merci de compléter l'article en donnant les références utiles à sa vérifiabilité et en les liant à la section « Notes et références ».

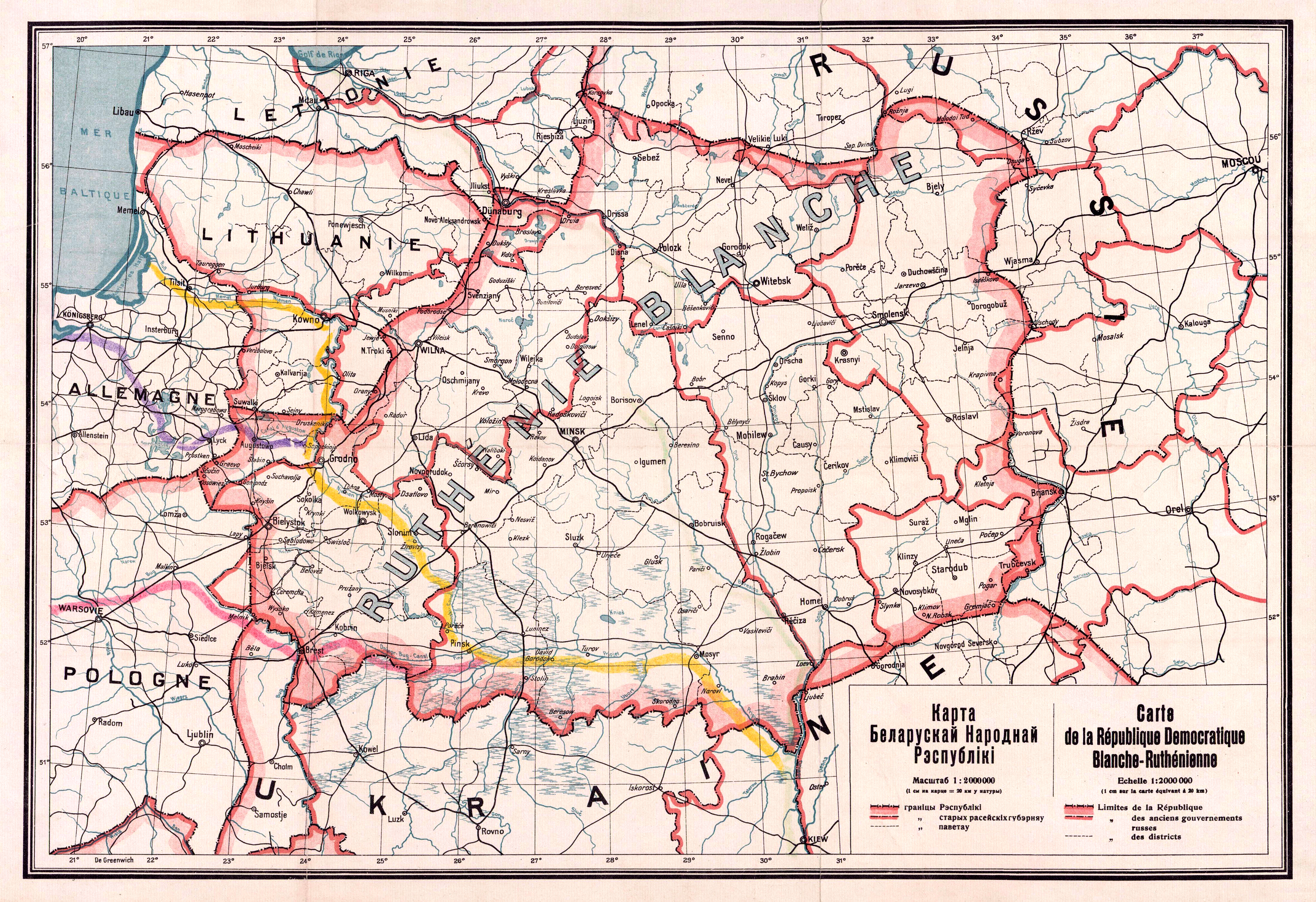
Carte de la République démocratique blanche-ruthénienne, 1918.

La Russie blanche ou Ruthénie blanche est un nom qui a désigné différentes régions de l'Europe de l'Est, mais le plus souvent ce nom a été donné à la région qui correspond à l'actuelle Biélorussie. De nombreuses langues continuent à utiliser ce nom, maintenant obsolète en français, pour désigner la Biélorussie.

## Nom
Le nom de « Russie blanche » est la traduction littérale de Bielaïa Rous' (biélorusse : Белая Русь). Adjectif lié à la couleur de la neige.[réf. nécessaire]
Bien que Biélorussie se traduise par Russie blanche dans de nombreuses langues modernes pour des raisons historiques (du russe Beloroussia à la plupart des langues germaniques), l'élément Rous' ne fait en réalité pas référence à la Russie, mais aux territoires de l'ancienne Ruthénie. Cette dernière désignation procède d'une latinisation du nom de la Rus' de Kiev, un État qui a existé du IXe au XIe siècle sur les territoires de la Biélorussie, de l'Ukraine, de l'Ouest de la Russie, de l'Est de la Pologne et de la Slovaquie modernes.
Certaines langues font la distinction entre la Russie et l'ancienne Rus'. Par exemple :
- en polonais : Białoruś (« Rus' blanche »), mais Rosja (« Russie ») ;
- en ukrainien : Білорусь, Bilorous' (« Rus' blanche »), mais Росія, Rossia (« Russie ») ;
- en allemand avant 1945 : Weissruthenien (« Ruthénie blanche »), mais Russland (« Russie »).

## Histoire
De nombreuses variantes apparaissent sur d'anciennes cartes : par exemple, Russia Alba, Russija Alba, Wit Rusland, Weiss Reussen, White Russia, Weiss Russland, Ruthenia Alba, Ruthénie blanche et Weiss Ruthenien (Weißruthenien), noms donnés à différents territoires, souvent éloignés de l'actuelle Biélorussie. Par exemple, ce nom a été donné une fois à Novgorod.
C'est seulement à la fin du XVIe siècle que ce nom s'est fixé pour désigner la zone de l'actuelle Biélorussie. Avant, les Biélorusses étaient connus comme des Litvins (Lituaniens), du nom du Grand-duché de Lituanie auquel les terres appartenaient aux XIIIe et XIVe siècles.
Les origines du nom sont incertaines, mais celles-ci pourraient provenir des efforts faits par le tsar de Russie pour se distinguer de ses prédécesseurs de Rome et de Byzance (dans l'idée que la Russie était la troisième Rome). Le Rerum Moscoviticarum Commentarii (1549) de Sigmund von Herberstein explique que les souverains moscovites portaient une robe blanche pour se différencier des robes pourpres des souverains romains et des robes rouges des souverains byzantins. Le tsar de Russie était appelé le « tsar blanc » : Sunt qui principem Moscovuiae Album Regem nuncupant. Ego quidem causam diligenter quaerebam, cur Regis Albi nomine appellaretur, ou Weisse Reyssen oder weissen Khünig nennen etliche unnd wöllen damit ain underscheid der Reyssen machen (du Rerum Moscoviticarum Commentarii).
Le tsar lui-même était souvent appelé le « Grand Tsar blanc », dans ses titres officiels (traduction littérale) : « le souverain de toutes les Rus' : la Grande, la Petite, et la Blanche ». Cette appellation, combinée au terme solennel de « Tsarité blanche », était en usage jusqu'à la fin de l'Empire russe. Enfin, cette couleur fut appliquée au nom de l'armée contre-révolutionnaire, l'Armée blanche qui combattit l'Armée rouge.
Il n'y a pas de raison claire qui explique pourquoi le terme de « Russie blanche » s'est appliqué à la Biélorussie. Son cas n'est pas unique, car d'autres populations ont été désignées par des couleurs. Il y a eu des Croates blancs, rouges et noirs (Croates blancs et Croatie blanche se trouvaient dans l'actuelle Croatie, dans l'ouest de la Bosnie-Herzégovine et dans le sud-est de la Pologne et dans l'ouest de l'Ukraine, jusqu'aux Carpates ; Croates rouges et Croatie rouge se trouvaient dans le sud-est de l'actuelle Bosnie-Herzégovine et dans le sud du Monténégro, et dans la zone qui s'étend jusqu'au Don ; Croates noirs dans le nord-est de l'actuelle République tchèque) ; Serbes blancs dans l'est de l'actuelle Allemagne mais aussi des Serbes rouges et noir. On connaît en Chine les Miao rouges, noirs et verts. Toutes ces appellations pourraient avoir une origine turco-mongole, les Turcs associant les points cardinaux à des couleurs avec différentes variantes :
- Kara, le « noir » (ou l'airelle) désigne le nord,
- kızıl, le « rouge » désigne le sud,
- Ak, le « blanc » désigne l’ouest,
- Yeşil, le « vert » ou Sari, le « jaune » désignent l’est.

Entre les XIIe et XIVe siècles, il y avait au nord du territoire de l'actuelle Biélorussie une zone connue comme Ruthénie noire (Rus' noire), et au Sud une autre appelée Ruthénie rouge.

### Seconde Guerre mondiale
Le Commissariat général de Ruthénie blanche était l'un des quatre commissariats du Reichskommissariat Ostland avec ceux de chacun des 3 pays baltes. Ce commissariat ne s'étendait que sur une partie de la Biélorussie dont la partie est était dans la zone des armées.

Le nom de Russie blanche est cité par l'historien militaire allemand Paul Carell dans son ouvrage Opération terre brûlée : les Russes déferlent : 

« ... cette grande bataille surprise de l'été [1944] baptisée opération « Russie blanche ». »

— Paul Carell (1968) p. 261
Il semble que cette opération ait été baptisée du côté soviétique opération Bagration, selon des sources plus récentes. C'était l'opération entreprise contre la Wehrmacht pour libérer le territoire biélorusse, qui marqua un tournant important de la Seconde Guerre mondiale.

## Sources